# Ernie Koy
Ernest Anyz Koy , conhecido pela alcunha de "Chief", (Sealy, Texas, 17 de Setembro de 1909 – Bellville, Texas, 1 de Janeiro de 2007), foi um jogador de basebol norte-americano da Major League Baseball que jogou por quatro equipas da National League entre 1938 e 1942. 
Koy nasceu em Sealy, Texas e era descendente de índios nativos norte-americanos. Frequentou a University of Texas at Austin e jogou com os Longhorns.
Depois de assinar pelos New York Yankees, o seu contrato foi vendido aos Brooklyn Dodgers no dia 15 de Abril de 1938. Disputou 142 jogos nessa época como um "outfielder" e um jogo como "third baseman". 
Durante a época de 1939 apareceu em 125 jogos, e em 24 durante a de 1940. 
Foi transaccionado com os St. Louis Cardinals no dia 12 de Junho de 1940 pelos Bert Haas, Sam Nahem e Carl Doyle e 125.000 dólares. Disputou 91 jogos pelos Cardinals em 1940, e 12 jogos em 1941 pela mesma equipa. 
Foi vendido pelos Cardinals para os Cincinnati Reds no dia 14 de Maio de 1941. Disputou 49 jogos durante o que restava da época de 1941 com o uniforme dos Reds. 
No dia 2 de Maio de 1942 foi vendido pelos Reds aos Philadelphia Phillies. Apareceu em 78 jogos com os Phillies, e foi libertado do seu contrato no dia 27 de Maio de 1946 depois de ter servido a Marinha dos E.U.A. durante a Segunda Guerra Mundial. Terminou a sua carreira com 279 "batting average", 36 "home runs", 260 "run batted in", 238 "runs", 515 "hits" e 40 "stolen bases" em 558 jogos.
Em 1960 foi nomeado para o Muro da Fama da Universidade do Texas. Enquanto esteve na Universidade do Texas jogou na equipa de futebol americano entre 1930  e 1932. Jogou como outfielder na equipa de basebol entre 1931 e 1933 e serviu como capitão da equipa em 1933.
O seu filho, Ernie Koy, Jr., jogou futebol profissional pelos New York Giants entre 1965 e 1970. 
Ernie Koy faleceu em 1 de janeiro de 2007, aos 97 anos de idade, na sua casa em Bellville, Texas, um mês depois de fazer uma fratura do colo do fêmur.